# Habenaria pubipetala
Habenaria pubipetala är en orkidéart som beskrevs av Victor Samuel Summerhayes. Habenaria pubipetala ingår i släktet Habenaria och familjen orkidéer.
Artens utbredningsområde är Malawi. Inga underarter finns listade i Catalogue of Life.